# ثابت (رياضيات)

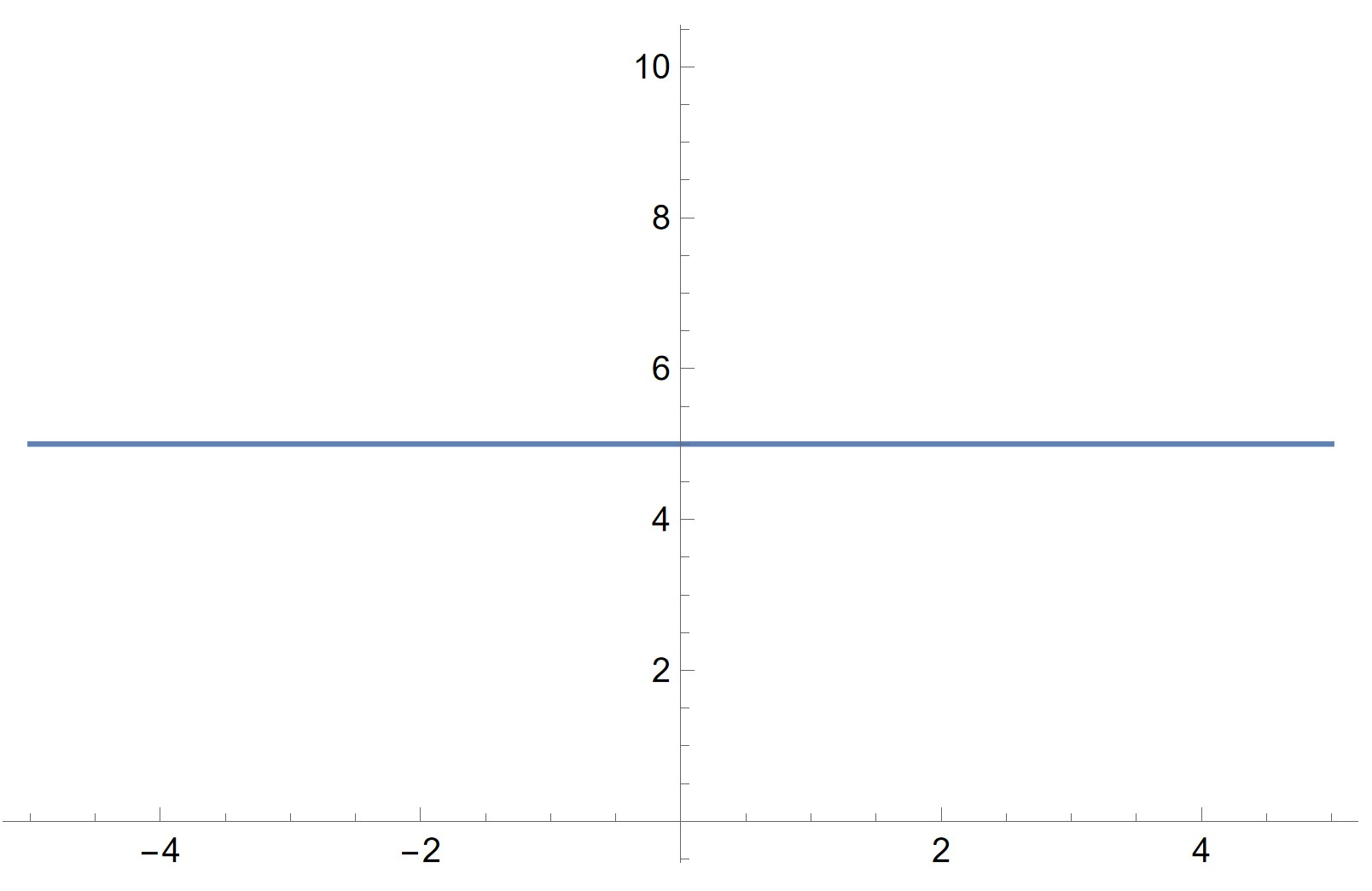
رسم بياني للدالة الثابتة.

في الرياضيات، الثابت يعني لا يتغير، وقد يحمل معنيين مختلفين، فقد يشير إلى ثابتة تُعرّف بعدد محدد أو بكائن رياضي آخر. مصطلح ثابت رياضي (و أيضا ثابت فيزيائي) يستخدم أحيانا لتمييز هذا المعنى من الآخر. وأيضا قد يشير مصطلح الثابت إلى الدالة الثابتة أو قيمتها (وهو شائع الاستخدام لتعريفها). يُمثِّل هذا الثابت عادة المتغير الذي لا يعتمد على المتغير الرئيسي لدراسة المسألة، على سبيل المثال، نجد هذه الحالة في ثابت التكامل الذي هو دالة ثابتة تعسفية (وليس حسب متغير التكامل) إضافة إلى المشتق العكسي المخصص للحصول على جميع المشتقات العكسية للدالة المعطاة.
على سبيل المثال، كل دالة عددية من الدرجة الثانية تكتب عموماً على الشكل التالي:
{\displaystyle ax^{2}+bx+c\,,}
حيث a وc وb هي الثوابت (أو الأوسطة)، في حين أن x هو المتغير، وهو المجهول في الدالة قيد الدراسة. وهناك طريقة أكثر وضوحا للتعبير على هذه الدالة
{\displaystyle x\mapsto ax^{2}+bx+c\,,}
مما يجعل حالة x في الدالة المدروسة واضحة، وبالتالي وبشكل ضمني حالة كل من a و b و c. في هذا المثال a و b وc هي معاملات الحدود. c يقع في الحد الذي لا يحتوي على x، ويسمى الحد الثابت ويمكن اعتباره كمعامل لx0; كل حدودية معبر عنها أو من الدرجة صفر فهي ثابت.:18

## دالة ثابتة
يمكن استخدام ثابت لتحديد دالة ثابتة تتجاهل تعبيرها وتعطي دائما نفس القيمة. وهناك دالة ثابتة لمتغير واحد، مثل {\displaystyle f(x)=5} لها رسم بياني يمثل خطا مستقيما أفقيا موازيا للمحور x. هذه الدالة تأخذ دائما نفس القيمة (في هذه الحالة، 5) لأن المجهول لا يظهر في تعبير الدالة.

## سياق الارتباط
يمكن رؤية الطبيعة التي تعتمد على سياق مفهوم «ثابت» في هذا المثال من حساب التفاضل والتكامل الأولي:
{\displaystyle {\begin{aligned}{\frac {d}{dx}}2^{x}&=\lim _{h\to 0}{\frac {2^{x+h}-2^{x}}{h}}=\lim _{h\to 0}2^{x}{\frac {2^{h}-1}{h}}\\[8pt]&=2^{x}\lim _{h\to 0}{\frac {2^{h}-1}{h}}&&{\text{since }}x{\text{ is constant (i.e. does not depend on }}h{\text{)}}\\[8pt]&=2^{x}\cdot \mathbf {constant,} &&{\text{where }}\mathbf {constant} {\text{ means not depending on }}x.\end{aligned}}}
«الثابت» ("Constant") يعني عدم الاعتماد على المتغير؛ لا تتغير عندما يتغير هذا المتغير. في الحالة الأولى أعلاه، تعني لا تعتمد على h؛ وفي الثانية، تعني لا تعتمد على المتغير x.

## الثوابت الرياضية البارزة
تحدث بعض القيم في كثير من الأحيان في الرياضيات، ويشار إليها تقليديا برمز معين. وتسمى هذه الرموز القياسية وقيمها بالثوابت الرياضية. وتشمل الأمثلة:
- 0 (صفر).
- 1 (واحد)، العدد الطبيعي بعد الصفر
- π (ط)، ثابت يمثل نسبة محيط الدائرة إلى قطرها، يساوي تقريبا 3.141592653589793238462643...[2]
- e, يساوي تقريبا 2.718281828459045235360287...
- i، الوحدة التخيلية مثل i2 = −1.
- {\displaystyle {\sqrt {2}}} (الجذر التربيعي ل 2)، هو طول قطري المربع الذي جوانبه تساوي واحد، يساوي تقريبا 1.414213562373095048801688.
- φ (نسبة ذهبية)، تساوي تقريبا 1.618033988749894848204586، أو جبريا {\displaystyle 1+{\sqrt {5}} \over 2}.

## الثوابت في حساب التفاضل والتكامل
في حساب التفاضل والتكامل، يتم التعامل مع الثوابت بعدة طرق مختلفة اعتمادا على العمليات. على سبيل المثال، مشتق الدالة الثابتة هو صفر. وذلك لأن المقاييس المشتقة لمعدل تغير الدالة فيما يتعلق بالمتغير، وبما أن الثوابت، بحكم تعريفها، لا تتغير، فمشتقاتها دائما تساوي صفر. على العكس من ذلك، عند دمج دالة ثابتة، يتم ضرب ثابت في متغير التكامل. أثناء تقييم النهاية، يبقى الثابت كما كان قبل وبعد التقييم.
وكثيرا ما ينطوي تكامل دالة بمتغير واحد على ثابت التكامل. وينشأ هذا بسبب طبيعة المشتق المتكامل كعكس المشتق التفاضلي، بمعنى أن الهدف من التكامل هو استعادة الدالة الأصلية قبل التمايز. والفارق بين الدالة الثابتة هو الصفر، كما ذكر أعلاه، والمشتق التفاضلي هو مشتق خطي، وبالتالي فإن الدوال التي تختلف فقط من خلال مصطلح ثابت لها نفس المشتقات. وللاعتراف بذلك، يضاف تكامل ثابت إلى تكامل غير منتهي؛ وهذا يضمن أن يتم تضمين جميع الحلول الممكنة. وعادة ما يكتب ثابت التكامل باسم 'h' ويمثل ثابت مع قيمة ثابتة ولكن غير محددة.

### أمثلة
إذا كانت f هي الدالة الثابتة بحيث {\displaystyle f(x)=72} مهما كان x حيث:{\displaystyle f'(x)=0}
{\displaystyle \int f(x)\,dx=72x+c}